# Pattinaggio di velocità agli XI Giochi olimpici invernali - 500 m femminile
La competizione dei 500 m femminile di pattinaggio di velocità agli XI Giochi olimpici invernali si è svolta il giorno 10 febbraio 1972 sulla pista del Makomanai Open Stadium a Sapporo.

## La gara
Per la prima volta una americana era la favorita in un evento di pattinaggio di velocità e questa era Anne Henning. Anche se la campionessa in carica Ljudmila Titova era ancora in attiviá e aveva vinto la 500 e la 1.000 ai Campionati Europei del 1971 e del 1972. 
La Henning aveva stabilito i tre record mondiali più recenti, due nel 1971 a Inzell e, più recentemente, registrando 42"5 a Davos nel gennaio 1972. 
La Titova gareggio nella quarta batteria fermando il cronometro a 44"45 per prendere il comando. La Henning era nella batteria successiva con la canadese Sylvia Burka.
La Henning parti molto velocemente ma la Burka al cambio corsia ostacolò la Henning rallentò per evitare la collisione e poi corse follemente fino alla fine registrando un 43"73. La Burka fu squalificata e la Henning è stata autorizzata a ripetere la gara. Nella ripetizione migliorò il suo tempo, finendo in 43"33. Anche con la prima prova avrebbe vinto la medaglia d'oro. 
Nella sesta batteria, la tedesca dell'Est Ruth Budzisch era considerata una minaccia, poiché aveva vinto il Campionato del mondo del 1971, ma con il tempo di 45"78 si piazzo solo al 13º posto. 
Nell'undicesima batteria, la sovietica Vera Krasnova chiuse in 44"01 per guadagnare la medaglia d'argento, riportando la Titova in bronzo.

## Risultati
| Pos.    | Atleta               | Nazione          | 100 m.       | 500 m.       | Nota            |
| ------- | -------------------- | ---------------- | ------------ | ------------ | --------------- |
| Oro     | Anne Henning         | Stati Uniti      | 10"89        | 43"33        | Record olimpico |
| Argento | Vera Krasnova        | Unione Sovietica | 11"10        | 44"01        |                 |
| Bronzo  | Ljudmila Titova      | Unione Sovietica | 11"36        | 44"45        |                 |
| 4       | Sheila Young         | Stati Uniti      | 11"09        | 44"53        |                 |
| 5       | Monika Pflug         | Germania Ovest   | 11"53        | 44"75        |                 |
| 6       | Atje Keulen-Deelstra | Paesi Bassi      | 11"12        | 44"89        |                 |
| 7       | Kay Lunda            | Stati Uniti      | 11"23        | 44"95        |                 |
| 8       | Alla Butova          | Unione Sovietica | 11"15        | 45"17        |                 |
| 9       | Sachiko Saito        | Giappone         | 11"56        | 45"35        |                 |
| 10      | Ellie van den Brom   | Paesi Bassi      | 11"63        | 45"62        |                 |
| 11      | Sigrid Sundby        | Norvegia         | 11"60        | 45"70        |                 |
| 12      | Paula Dufter         | Germania Ovest   | 11"6         | 45"77        |                 |
| 13      | Ruth Budzisch        | Germania Est     | 11"4         | 45"78        |                 |
| 14      | Cathy Priestner      | Canada           | 11"5         | 45"79        |                 |
| 15      | Ann-Sofie Järnström  | Svezia           | 11"47        | 45"83        |                 |
| 16      | Arja Kantola         | Finlandia        | 11"45        | 46"12        |                 |
| 17      | Kirsti Biermann      | Norvegia         | 11"78        | 46"18        |                 |
| 18      | Ylva Hedlund         | Svezia           | 11"87        | 46"24        |                 |
| 19      | Lisbeth Korsmo       | Norvegia         | 11"5         | 46"33        |                 |
| 20      | Trijnie Rep          | Paesi Bassi      | 11"77        | 46"60        |                 |
| 21      | Ryoko Onozawa        | Giappone         | 11"9         | 46"70        |                 |
| 22      | Choi Jung-Hui        | Corea del Sud    | 11"6         | 46"74        |                 |
| 23      | Sylvia Filipsson     | Svezia           | 12"04        | 46"78        |                 |
| 24      | Tuula Vilkas         | Finlandia        | 12"0         | 46"85        |                 |
| 25      | Donna McCannell      | Canada           | 11"80        | 47"30        |                 |
| 26      | Lee Gyeong-Hui       | Corea del Sud    | 12"1         | 47"45        |                 |
| 27      | Monika Stützle       | Germania Ovest   | 12"2         | 48"15        |                 |
| 28      | Tak In-Suk           | Corea del Nord   | 11"45        | 55"80        |                 |
| -       | Sylvia Burka         | Canada           | Squalificata | Squalificata | Squalificata    |